# Huracán Patricia

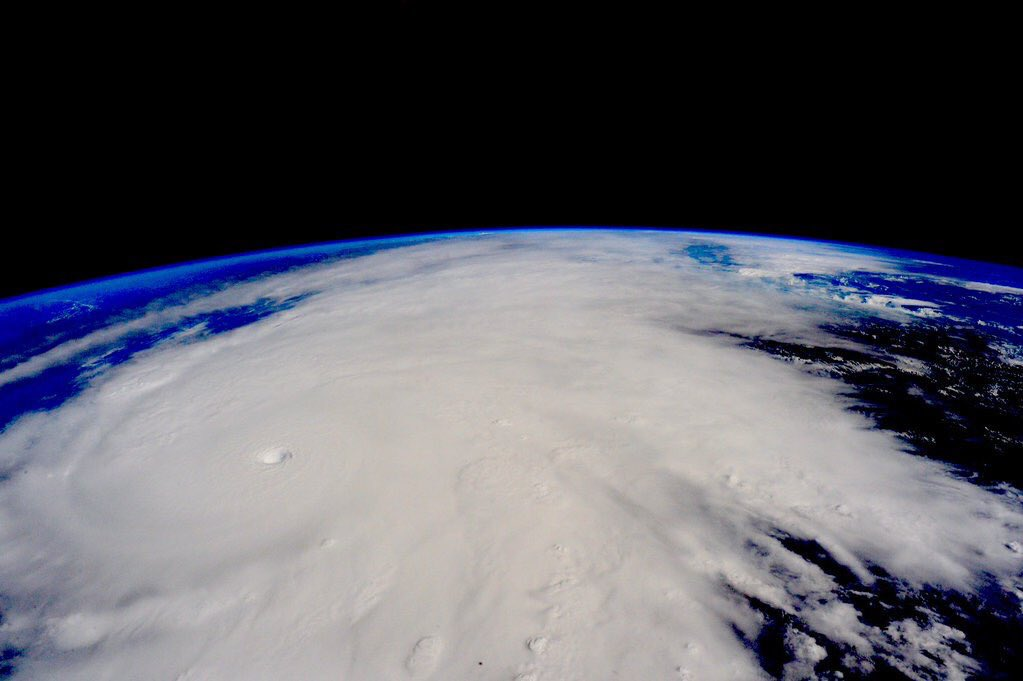
El huracán Patricia visto desde la Estación Espacial Internacional el 23 de octubre de 2015.

El huracán Patricia fue el ciclón tropical más intenso jamás registrado en el hemisferio occidental en términos de presión atmosférica, y el más fuerte a nivel global en términos de viento máximo sostenido. Algunas personas consideraron al Huracán Patricia como categoría 5 por la velocidad de sus vientos. Originado a partir de una perturbación tropical al sur del golfo de Tehuantepec a mediados de octubre de 2015, el huracán Patricia fue clasificado como depresión tropical el 20 de octubre. 
Se fortaleció lentamente; sin embargo, el huracán Patricia comenzó a forzar profundización temprana el 22 de octubre, y horas más tarde la tormenta se intensificó hasta convertirse en el decimosexto huracán de la temporada. En un principio se consideró que sería tan grave como los huracanes Kenna y Odile; pero tras los reportes de la madrugada del 23 de octubre, a las 3:30 a. m. Patricia se convirtió en un huracán de categoría 5 superando con ello al huracán Linda como el «más intenso» del Pacífico.
En un principio fue considerado el «más peligroso» del que se tuviera registro en México; posteriormente fue catalogado como «el más peligroso del mundo» en la historia, por lo que sus estragos podrían ser «potencialmente catastróficos». El huracán se debilitó un poco antes de tocar tierra en una región poco poblada en el suroeste de México, como un huracán de categoría 3 de la escala Saffir-Simpson, con vientos sostenidos de 195 km/h y una presión mínima central de 928 mb. Una vez después de tocar tierra en la costa de México el huracán fue perdiendo rápidamente fuerza, convirtiéndose en remantes.
Fue visto por última vez a las 4:00 p. m. CDT (22:00 UTC) del 24 de octubre; sus remanentes se encontraba en las coordenadas 25°18′0″N 100°36′0″O / 25.30000, -100.60000 a 70 kilómetros al suroeste de Monterrey. Presentaba vientos máximos sostenidos de 48 km/h y se desplazaba hacia el norte a 35 km/h. Su intensidad al impactar con tierra fue comparable con la del tifón Haiyan, que en 2013 mató a más de seis mil trescientas personas en Filipinas.

## Historia meteorológica

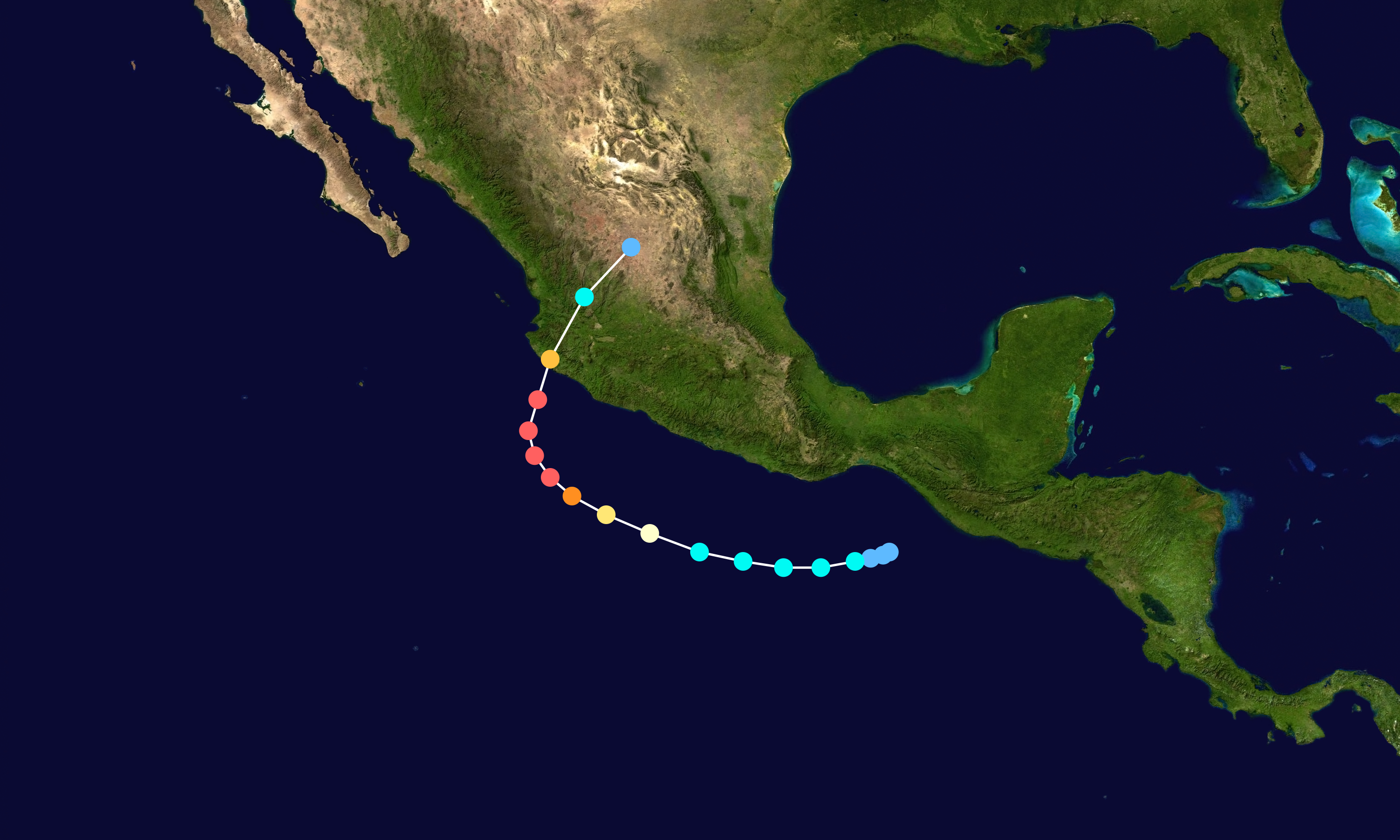
Mapa trazando la trayectoria y la intensidad del huracán Patricia de acuerdo a la escala de huracanes de Saffir-Simpson.

El 14 de octubre de 2015, el Centro Nacional de Huracanes (NHC) informó sobre la posibilidad de una ciclogénesis en el extremo oriental del Pacífico, cerca del golfo de Tehuantepec, a partir de un área de baja presión. Este sistema se consolidó el 17 de octubre, como un área de convección atmosférica que abarca lluvias con tormentas eléctricas, a varios cientos de kilómetros al oeste de las costas de América Central sobre aguas abiertas. Bajo condiciones favorables, la baja presión se organizó continuamente y su convección asociada se concentró más alrededor de su centro de circulación. El sistema pronto interactuó con una eventual brecha de viento del Tehuantepec el 18 de octubre, el cual postergó el desarrollo de la perturbación en una depresión tropical. Girando en sentido oeste-suroeste en respuesta a una cresta subtropical sobre el golfo de México, la perturbación se consolidó por todo el 20 de octubre. A las 15:00 UTC, el sistema adquirió suficiente organización convectiva como para ser clasificado como la depresión tropical Veinte-E (20E). Bajo su designación, la depresión fue situado a 715 kilómetros al este-sureste de Acapulco, México.

Animación de radio NOAA del huracán Patricia con animación infrarrojo. Muestra el acercamiento hacia México en la mañana del 23 de octubre.

Con condiciones atmosféricas excepcionalmente favorables, consistiendo de una cizalladura vertical de viento muy débil, temperatura superficial del mar de 30 grados centígrados o más y elevada humedad, se concluyó la alta probabilidad de que ocurra una fase de rápida intensificación. Un núcleo diminuto se formó y la depresión se convirtió en tormenta tropical a las 03:00 UTC el 21 de octubre, el cual se le asignó el nombre: Patricia. Por mecanismos desconocidos, a finales de aquel día el sistema se desentrañó sustancialmente, sus bandas nubosas se disiparon y el centro de circulación se distorsionó. Esta fase fue corta y posteriormente, la convección nuevamente proliferó a finales del 21 de octubre y se formó una nubosidad central densa sobre el centro. Un ojo se formó a finales del 22 de octubre. El sistema alcanzó la fuerza de huracán a las 09:00 UTC, presentando un prominente frente de ráfaga y bandas nubosas muy definidas. A partir de esto, se inició la fase de rápida intensificación. Datos recolectados y procesados por el avión cazahuracanes, que investigaba el ciclón, indicaron que había alcanzado la categoría cuatro en la escala de huracanes de Saffir-Simpson a las 18:00 UTC.
El 23 de octubre, un anillo sólido de nubosidad superior de -90 grados centígrados rodeó el ojo de unos 19 kilómetros de diámetro, lo que determinó su intensificación a categoría cinco. Basado en estimaciones de las imágenes de satélite, se estimó que Patricia había adquirido vientos máximos sostenidos de 260 km/h por minuto y una presión mínima de 924 hPa. En un período de 24 horas, los vientos del Patricia incrementaron a 155 km/h. El porcentaje de intensificación fue récord, mayor que cualquier otro huracán en la era de las imágenes de satélite, aunque el huracán Linda de 1997 se fortaleció con un porcentaje similar. Alrededor de las 05:30 UTC, un avión de reconocimiento midió los vientos en la parte superior del ciclón en 330 kilómetros por hora, corregido hacia un valor de 295 km/h y una presión superficial de 892 hPa. Estos datos definieron a Patricia como el huracán más intenso del Pacífico oriental en vientos sostenidos empatando con el huracán Linda de 1997. Patricia continuó intensificándose mientras el avión investigaba el ciclón. Las conclusiones del avión de reconocimiento antes de salir del área del huracán indicaron que Patricia había alcanzado vientos máximos sostenidos en un minuto de 325 km/h y una presión mínima de 880 hPa. Los vientos a nivel vuelo medidos por el avión habían alcanzado los 356 km/h.
Muy pocos cambios en la intensidad del ciclón ocurrieron en las siguientes horas del 23 de octubre, con datos de una nueva misión del avión cazahuracanes, alrededor de las 18:00 UTC, se informó que disminuía la presión mínima central del ciclón a 879 hPa; esto constituyó la máxima intensidad del huracán. También fue reportada una pared de ojo externa en el radar, factor indicativo del inicio del ciclo de reemplazamiento de la pared del ojo. Posterior a la investigación in situ de la misión, el ojo del Patricia se cubrió de nubes e inició su debilitamiento. A las 23:15 UTC del 23 de octubre, Patricia tocó tierra entre las bahías de Tenacatita, Cuestecomate y Navidad, donde se ubican las poblaciones de El Estrecho, La Manzanilla en las municipalidades de La Huerta y Cihuatlán, estado de Jalisco, a 85 kilómetros al oeste-noroeste de Manzanillo, Colima con vientos sostenidos de 265 km/h y una presión mínima de 920 hPa. Esto convierte a Patricia en el primer huracán en impactar a la costa del Pacífico mexicano como categoría cinco desde que lo hiciera un ciclón sin nombrar en 1959; sin embargo, la posición del huracán de aquel año es disputada y podría haber sido más débil de lo que se estimó. El debilitamiento de Patricia se aceleró durante el 24 de octubre mientras atravesaba las montañas de la Sierra Madre; su ojo desapareció de las imágenes de satélite pocas horas después del contacto con tierra. El Patricia aceleró tierra adentró entre una vaguada sobre el noroeste mexicano y la cresta subtropical sobre el golfo de México. La convección dramáticamente disminuyó en organización y los centros de circulación inferior, medio y superior prontamente se desacoplaron. El sistema fue degradado a depresión tropical a las 15:00 UTC con un clúster pequeño de convección presente.

### Récords
| Huracanes más intensos en el Pacífico                                                             | Huracanes más intensos en el Pacífico | Huracanes más intensos en el Pacífico | Huracanes más intensos en el Pacífico | Huracanes más intensos en el Pacífico |
|                                                                                                   | Huracán                               | Año                                   | Presión mínima                        | Presión mínima                        |
| hPa                                                                                               | Huracán                               | Año                                   | inHg                                  |                                       |
| ------------------------------------------------------------------------------------------------- | ------------------------------------- | ------------------------------------- | ------------------------------------- | ------------------------------------- |
| 1                                                                                                 | Patricia                              | 2015                                  | 872                                   | 25.75                                 |
| 2                                                                                                 | Linda                                 | 1997                                  | 902                                   | 26.64                                 |
| 3                                                                                                 | Rick                                  | 2009                                  | 906                                   | 26.76                                 |
| 4                                                                                                 | Kenna                                 | 2002                                  | 913                                   | 26.96                                 |
| 5                                                                                                 | Ava                                   | 1973                                  | 915                                   | 27.02                                 |
| 5                                                                                                 | Ioke                                  | 2006                                  | 915                                   | 27.02                                 |
| 7                                                                                                 | Marie                                 | 2014                                  | 918                                   | 27.11                                 |
| 7                                                                                                 | Odile                                 | 2014                                  | 918                                   | 27.11                                 |
| 9                                                                                                 | Guillermo                             | 1997                                  | 919                                   | 27.14                                 |
| 10                                                                                                | Gilma                                 | 1994                                  | 920                                   | 27.17                                 |
| Las listas está solamente para los ciclones tropicales en el Océano Pacífico al norte del ecuador |                                       |                                       |                                       |                                       |

Poseyendo los vientos máximos sostenidos de 345 km/h y una presión mínima de 872 hPa, el huracán Patricia es el ciclón tropical más intenso jamás observado en el hemisferio occidental. superó el récord anterior de 305 km/h alcanzado por el huracán Allen de 1980 y también dejó atrás el récord de presión mínima de 882 hPa del huracán Wilma en 2005, ambos en la cuenca del Atlántico. En la cuenca del Pacífico oriental, al norte del Ecuador y al este de la línea internacional de cambio de fecha, el récord anterior fue del huracán Linda de 1997 que alcanzó vientos máximos sostenidos en 295 km/h y una presión mínima de 902 hPa. A nivel global, los vientos sostenidos de Patricia alcanzaron a ser los más altos y fiables observados o estimados en un ciclón tropical, superando al tifón Haiyan o Yolanda del año 2013 en el Pacífico Occidental; aun así hay que recordar que, los vientos del Haiyan fueron estimados solamente por observaciones en las imágenes de satélite (por la técnica Dvorak), por lo que su intensidad es cuestionable. Según la Organización Meteorológica Mundial, el tifón Nancy de 1961 tuvo los vientos máximos sostenidos más altos a nivel global de 345 km/h. Sin embargo, es ampliamente aceptado que las observaciones meteorológicas en el Pacífico occidental entre las décadas de los cuarenta y los sesenta sobrestimaban la intensidad de los tifones y por lo tanto, el récord del Nancy es cuestionable. Las ráfagas de viento más intensas producidas por un ciclón tropical, así como los vientos no tornádicos más intensos jamás observados, corresponden al ciclón Olivia de 1996: 408 km/h fue registrado en Barrow Island, Australia Occidental.
La magnitud de la intensificación de Patricia es una de los más veloces jamás observada. En un período de 24 horas, entre el 22 y 23 de octubre, su presión mínima central disminuyó unos 100 hectopascales. Esto quedó corto en comparación al récord mundial hecho por el tifón Forrest en 1983 el cual ocurrió similar comportamiento en un período de 24 horas. Con vientos máximos sostenidos de 265 km/h, Patricia es el ciclón más intenso en tocar tierra en la cuenca del Pacífico oriental. El anterior fue el del huracán de 1959, el cual presentó vientos de 260 km/h. Un reanálisis tentativo determinó que la tormenta de aquel año podría haber tocado tierra como categoría cuatro, dando más confiabilidad al récord del Patricia como categoría cinco en la cuenca.

## Cancelación de vuelos
Líneas aéreas como Interjet, Volaris, Viva, entre otras, anunciaron la suspensión total de sus vuelos programados a Puerto Vallarta ante la llegada del huracán.

## Alertas
La Comisión Nacional del Agua de México determinó «“zona de prevención por efectos de huracán” desde San Blas, Nayarit, hasta Punta San Telmo, Michoacán, y “zona de vigilancia por efectos de huracán” desde Punta San Telmo, hasta Lázaro Cárdenas, ambos en Michoacán, y “zona de prevención por efectos de tormenta tropical” desde Punta San Telmo, hasta Lázaro Cárdenas, ambos en Michoacán y del norte de San Blas hasta El Roblito, ambas localidades de Nayarit».

## Preparativos

### México
Las autoridades mexicanas dispusieron de 1782 albergues temporales, mismos que podrán apoyar 258 000 personas en los estados de Colima, Jalisco, Michoacán y Nayarit. Fue instalado el Comité Nacional de Emergencias y se encuentran en estado de máxima alerta elementos del Ejército Mexicano, la Marina Armada de México, la Comisión Nacional de Seguridad y la Cruz Roja Mexicana. Tras el aviso de las autoridades, a las 12:00 (17:00 UTC) fueron cerradas sucursales de bancos y entidades financieras en 51 municipios de los estados de Colima, Jalisco y Nayarit. Ese mismo día se evacuó al 30 % de turistas que vacacionaban en Colima.

#### Advertencias
| Amenaza de huracán Condiciones de huracán durante las próximas 36 horas                     | * México ** San Blas, Nay. hasta Punta San Telmo, Mich.                 |
| Advertencia de huracán Condiciones de huracán posibles durante las próximas 48 horas        | * México ** este de Punta San Telmo, Mich. hasta Lázaro Cárdenas, Mich. |
| Amenaza de tormenta tropical Condiciones de tormenta tropical durante las próximas 36 horas | * México ** este de Punta San Telmo, Mich. hasta Lázaro Cárdenas, Mich. |

## Consecuencias

### América Central
Las lluvias torrenciales asociadas al precursor del Patricia causaron inundaciones extensas y deslizamientos de tierra por toda la región centroamericana. En Guatemala, una persona falleció en el departamento de Alta Verapaz y aproximadamente 2100 personas requirieron ser evacuadas por todo el país. Un total de 442 casas y cultivos de 28 200 hectáreas fueron dañados mientras aproximadamente 223 000 personas fueron afectadas por las inundaciones. Las autoridades gubernamentales desplegaron equipos de emergencias y pusieron a disposición 40 millones de quetzales (unos USD $5.4 millones) para las operaciones de rescate. En la vecina El Salvador, las precipitaciones acumularon entre 160 y 185 milímetros, causando similares inundaciones. Docenas de viviendas fueron afectadas y cuatro personas resultaron muertas. El río Goascorán desbordó su caudal dos veces en dos días, inundando comunidades cercanas. Debido a las extensas inundaciones, las autoridades suspendieron las actividades escolares el 19 de octubre. En Nicaragua, un deslizamiento de tierra enterró a cuatro mineros en el municipio de Bonanza, Región Autónoma de la Costa Caribe Norte. Uno falleció, mientras que el resto fue rescatado. El río Ulúa en Honduras desbordó su capacidad por primera vez en 17 años, propiciando la evacuación de más de 200 personas. Además, las inundaciones dañaron 10 casas en Jacó, Costa Rica.

### México
Los vientos devastaron en las primeras horas del viernes. A las 18:00 horas tocó tierra, arrasando en menor magnitud a la esperada. Los vientos derribaron casas, autos y desbordaron ríos.

## Degradación
Durante su paso por México, el huracán fue perdiendo fuerza. A la 1 a. m. del 24 de octubre fue anunciado que se degradó a categoría 2. Se notificó a las 4 a. m. que Patricia era un huracán categoría uno. A las 7 a. m. del mismo 24 de octubre se notificó que Patricia era considerada tormenta tropical En un comunicado a las 15 h, se informó que Patricia era considerada baja remanente.
Gracias a la trayectoria que tomó el huracán Patricia, que fue hacia la Sierra Madre Occidental en Jalisco, no causó la catástrofe que se esperaba, ya que en esta zona no hay pueblos o ciudades con mucha población. Pero aun así, dejó mucha devastación en tierras y cultivos, y siguió su ruta y furia cerca de Zacatecas, Zac., Saltillo, Coah. y Monterrey, N.L.

## Retiro del nombre
- Debido a la intensidad récord alcanzada y a los fuertes daños y muertes causadas en México, la Organización Meteorológica Mundial retiró el nombre Patricia de la lista de nombres para huracanes, fue remplazado por Pamela para la temporada 2021.